# Шарлай Роман Іванович
Шарлай Роман Іванович (1 (13) жовтня 1898, село Потеряйки, Решетилівський район, Полтавська область — †30 січня 1960) — лікар-терапевт, учасник німецько-радянської війни, педагог, доктор медичних наук, професор, директор (ректор) Харківського медичного інституту (1945—1949), заслужений діяч науки УРСР.

## Біографія
Народився 01(13) жовтня 1898 року на хуторі Потеряйки Решетилівської волості Полтавської губернії в родині селянина-середняка, який мав земельну ділянку площею в 11 десятин. Його сім'я складалась з 14 осіб.
Шарлай Р. І. спочатку закінчив народне училище, потім послідовно — міське чотирикласне училище та фельдшерську школу. У 1918 році хлопця призвали до Червоної Гвардії у м. Кременчук, де він служив гарнізонним лікарем до 1922 року.
У 1922  році Роман Іванович вступив у Харківський медичний інститут (тепер  Харківський національний медичний університет), який успішно закінчив у 1927 році. По закінченні залишився у ньому на науковій роботі та працював ординатором кафедри рентгенології (1927—1929). У  грудні 1929  на пів року був відряджений до Парижу, де лікував «рентгенівський рак» пальця. Під час лікування прослухав курс онкології.
Але за  станом здоров'я йому заборонили працювати у галузі рентгенології, тому у 1930 році він перевівся на кафедру пропедевтичної терапевтичної клініки, де спочатку обіймав посаду ординатора, а потім посаду асистента (1932—1940). А у 1939  році захистив кандидатську дисертацію «Щелочно-кислотное равновесие у больных малярией и влияние его на действие ряда синтетических противомалярийных препаратов».
У 1940  році  Шарлай Роман Іванович був призваний до армії. У діючій армії він був консультантом-терапевтом, організував терапевтичну допомогу пораненим в хірургічних шпиталях. Був викладачем на  курсах удосконалення військових лікарів (1940—1942, м. Харків), а також головою військово-лікарської комісії Харківського і  Сталінградського військових округів. У 1942 році его направили на фронт, де по жовтень 1945 очолював терапевтичну службу 28-ї Армії.
Після закінчення Великої Вітчизняної війни Шарлай був призначений головним терапевтом Білоруського Особливого військового округу. У грудні 1945 року — директором Харківського медичного інституту. Роман Іванович не хотів займати цю посаду, бо не любив специфіку даної роботи, але його вмовили. Інститут потребував глобального відновлення. За 2 роки від розрухи не залишилося і сліду. Увійшли до ладу нові будівлі, в тому числі морфологічний корпус, були відремонтовані кафедри і студентські гуртожитки. Але через стан здоров'я він займав цю посаду до серпня 1949 року.
З 1948 по 1953 року Шарлай Роман Іванович очолював кафедру пропедевтики внутрішніх хвороб, а з 1953 по 1960 займав посаду завідуючого кафедри госпітальної терапії Харківського медичного інституту.
30 січня 1960 року, виконуючи лікарський обов'язок, Шарлай Роман Іванович загнув у автомобільній катастрофі, коли прямував на консультацію до хворого у м. Бєлгород.

## Наукова діяльність
До кола інтересів Р. І. Шарлая входили питання гастроентерології, кардіології, онкології, рентгенодіагностики, інфекційної патології, фармакотерапії. Незважаючи на повоєнні труднощі, Роман Іванович особливу увагу приділив дослідженню патогенезу виразкової хвороби. У підсумку він захистив докторську дисертацію «Нейрогуморальные факторы патогенеза язвенной болезни» у Вченій Раді Київського медичного інституту (1948).
Провів фундаментальні дослідження з вивчення виразкової хвороби, з питань патогенезу, діагностики, профілактики і лікування артеріальної гіпертонії і гіпотонії, впровадив в практичну діяльність критерії щодо виявлення передгіпертонії, серцевої недостатності, порушень водно-електролітного обміну і функції нирок, запропонував схеми дієтичного та медикаментозного лікування на різних стадіях патології внутрішніх органов.
Роман Іванович Шарлай володів особливим талантом навчання. У своїх учнів він виховував критичне мислення і вважав, що педагог повинен навчати студентів вчитися. Шарлай вміло пояснював найскладніші захворювання. Він докладно збирав факти анамнезу, ретельно проводив дослідження і спостереження за хворим, а потім намагався пов'язати їх спільною ідеєю та знайти провідну причину хворобливих розладів і пояснити те, що відбувається на підставі біологічних законів розвитку хвороби. Ввів поняття гіпотонічної хвороби. Роман Іванович посприяв прийняттю рішення про застосування бичачої крові при лікуванні тяжкопоранених і хворих, які страждають на дистрофію і авітамінозом.
У лютому 1949 року Вища атестаційна комісія присудила йому вчену ступінь доктора медичних наук, а у червні того ж року — звання професора по кафедрі «Внутрішні хвороби».
Під керівництвом Шарлая Р. І. було підготовлено 14 кандидатів і 2 доктори медичних наук.

## Наукові праці
Опублікував 60 наукових праць, серед яких є 2 монографії
- «Нейрогуморальные факторы патогенеза язвенной болезни» — дисертація (1948)
- «Рак внутренних органов и борьба с ним» (1960)
- «Неотложная терапевтическая помощь при отравлениях» (1956)
- «Сравнительная оценка лечения малярии советскими препаратами»[5]

## Досягнення
- член Вченої ради Міністерства охорони здоров'я УРСР
- член правління Всеукраїнського товариства терапевтів (1945—1960)
- заступник голови правління обласного товариства терапевтів (1945—1960)
- член Загальносоюзного координаційного комітету з раку (1955—1960)
- член редакційної колегії журналу «Врачебное дело» (1949—1960)
- головний терапевт Харківської області (протягом 15 років)

## Нагороди
- два ордена Вітчизняної війни І ступеня (1943,1945)
- орден Вітчизняної війни ІІ ступеня (1945)
- орденом Червоної зірки (1944)
- медаль «За оборону Сталінграда»
- медаль «За взяття Кенігсбергу»
- медаль «За взяття Берліну»
- медаль «За перемогу над Німеччиною у Великій Вітчизняній війні»
- подяка від Верховного головнокомандувача за відмінні бойові дії за оволодіння Берліном (1945)[6]